# Оборона Стіни (1651)
Стіна (початкова назва Янгород) — добре укріплена козацька фортеця з навколишнім поселенням, що розташовувалось на території Брацлавського полку в межах південної частини Східного Поділля (зараз — село Томашпільського району Вінницької області).
Згідно з реєстром Зборівського договору 1649 року козацька залога Стіни нараховувала 48 реєстрових козаків.
В грудні 1650 року на великому сеймі в Польщі було вирішено зібрати сильне військо для нового вторгнення на терени Гетьманщини, зокрема Поділля, та ведення війни з непокірними козаками за повернення втрачених шляхетських володінь. Згідно з цим рішенням на початку лютого 12-тисячна армія жовнірів перейшла кордон Східного Поділля.
Лише в першій декаді лютого 1651 року брацлавський полковник Д. Нечай приступив до зміцнення залог в Ямполі, Стіні, Красному та Шаргороді.
В ніч з 19 на 20 лютого 1651 року поляки підійшли до Красного, де укріпилося 3 тис. козаків на чолі з полковником Нечаєм. 20 лютого Нечай загинув у нерівному бою. Оборонці зуміли протриматися ще 2 дні. 22 лютого фортеця впала, загинули всі оборонці на чолі з наказним полковником Г. Кривенком, а також поляки вирізали всіх жителів містечка.
27 лютого М. Калиновський рушив з військами на Шаргород. З огляду на це ямпільський сотник І. Олександренко збирає військо в добре укріпленій Стіні. 2 березня 1651 року поляки захопили Чернівці (зараз — районний центр на півдні Вінниччини), а 3 березня підійшли до Стіни. Тут поляків почали обстрілювати з самопалів та луків місцеві селяни. Шляхта дивувалась, що хлопи так влучно стріляють. Після перших втрат селяни відступили з хуторів до нижнього посаду фортеці. Поляки ж після пограбування залишеного добра на хуторах, підійшли під мури укріпленої Стіни. М. Калиновський вимагав здатися та заплатити викуп, а після відмови розпочав штурм. Після важкого бою козаки та селяни залишили нижній вал і відійшли під захист фортеці, яка, завдяки вигідному природному розташуванню, була майже неприступною.
Впродовж 2 днів ляхи штурмували фортечні мури Стіни, однак безуспішно, а втрати були дуже великими. Відчуваючи невдоволення свого війська та зважаючи на необхідність приберегти сили для штурму Вінниці, М. Калиновський пішов на хитрість. 5 березня він наказав основній частині свого 15-тисячного війська відступити до Чернівців, а неподалік Стіни залишив у засідці 3 польські хоругви. Коли оборонці почали виходити з міста, на них напали поляки. В цьому протистоянні було вбито 150 осіб зі сторони козаків та селян, але все ж захопити фортецю поляки не змогли.
Після захоплення Ямполя поляки повернулися під мури Стіни, де тримали облогу залишені в засідці війська.
6 березня М. Калиновський провів під Стіною військову нараду, на якій вирішено залишити Стіну і вирушити на Вінницю. В жителів вимагали викуп 4 тис. злотих, але вони дали лише тисячу. З такою невдачею польські сили пішли на Вінницю. Там загони М. Потоцького приєдналися до військових сил С. Лянцкоронського (які зазнали розгрому на Південному Бузі). Об'єднані сили продовжували штурмувати Вінницю. Однак І. Богун зумів утримати місто, а згодом відтиснув поляків до Бару.
Загалом, затримка польських військ під Стіною значно підірвала польські сили і дала змогу Богунові організувати ефективну оборону основних укріплених міст.

Про неприступність Стіни красномовно свідчить опис, який зробив турецький мандрівник Евлія Челебі у своїй «Книзі подорожей» після того як восени 1657 року відвідав ці землі під час набігу татарського війська: 
|  | Ця фортеця стоїть на березі річки. Її цитадель, споруджена на крутій скелі, є чудовою міцною спорудою, побудованою з каменю. За фортечними стінами містяться арсенали, гармати, кілька монастирів із дзвонами. Її нижній посад. Він є обгородженою земляним валом і зробленим з колод частоколом паланкою. Навколо нього глибокий стрімчастий рів, наповнений водою. Посад - великий, і його огинає річка.Оригінальний текст (рос.) Эта крепость стоит на берегу реки. Ее цитадель, воздвигнутая на крутой скале, является прекрасным прочным сооружением, построенным из камня. За крепостными стенами находятся арсеналы, пушки, несколько монастырей с колоколами. Ее нижний посад. Он представляет собой огороженную земляным валом и бревенчатым частоколом паланку. Вокруг него глубокий обрывистый ров, наполненный водой. Посад — большой, и его огибает река. |